# 周键明
周鍵明（英語：Kingsley Chew Kin Meng，1989年—）出生於馬來西亞吉隆坡，是一名馬來西亞記憶運動選手，同時也是在2019年記憶最多歐拉數小數位的吉尼斯世界紀錄保持者。 他曾經刷新過7項馬來西亞記憶紀錄，並且獲國際記憶大師終身头衔。

## 个人简介

### 早期生活
周鍵明曾經在世紀大學（SEGi University）就讀會計课程，他在2011年第一次接觸記憶培訓。

### 成就
周鍵明是在世界腦力錦標賽中成功榮獲國際記憶大師的头衔。 同時，他曾經也是馬來西亞排名第一和世界排名80強的記憶運動選手。 周鍵明在2018年時，曾被委任為環球記憶錦標賽的第一位國際裁判，並且擔任該比賽裁委员会的總裁判長。
在2019年3月31日，周鍵明以1小時7分鐘49秒，成功回憶念出4556個歐拉數的小數位，打破了吉尼斯世界紀錄。

### 荣誉与奖项
- 2019年：榮獲吉尼斯世界紀錄-成功記憶最多歐拉數的小數位。[8]
- 2019年：榮獲馬來西亞記錄大全-成功記憶最多歐拉數的小數位。[10]
- 2019年：成功入圍馬來西亞十大傑出青年獎30強。[11]
- 2018年：被委任成爲中國環球記憶錦標賽國際總裁判。[8]
- 2016年：在世界腦力錦標賽中榮獲國際記憶大師(IMM)終身頭銜。
- 2016年：馬來西亞排名第一的記憶運動選手。
- 2016年：世界排名80強的記憶運動選手。
- 2016年：刷新3項馬來西亞記憶紀錄。[12]
- 2015年：刷新4項馬來西亞記憶紀錄。